# تیفیلد
تیفیلد (به انگلیسی: Tiffield) یک روستا و محله مدنی در بریتانیا است که در ساوت نورث‌همپتون‌شر واقع شده‌است. تیفیلد ۳۷۰ نفر جمعیت دارد.